# Alvin Reels jr
Alvin Reels jr (Detroit, 12 gennaio 1994) è un giocatore di football americano statunitense che gioca nel ruolo di linebacker per gli Helsinki Wolverines.
Dopo aver giocato per due diverse squadre universitarie si è trasferito ai brasiliani Timbó Rex, per poi andare a giocare in Europa, prima agli ungheresi Budapest Wolves (con i quali ha vinto un titolo nazionale), poi in Germania agli Straubing Spiders, poi ai finlandesi Porvoon Butchers, successivamente ai polacchi Lowlanders Białystok. Dal 2022 gioca negli Helsinki Wolverines.

## Palmarès
- 1 Hungarian Bowl (2018)